# 히가시요도가와구
히가시요도가와구(일본어: 東淀川区 히가시요도가와쿠[*])는 일본 오사카부 오사카시를 구성하는 24개 구 중 하나이다. 오사카시 북동부에 위치하는 주택 지역으로 인구는 히라노구에 이어 두 번째로 많다.

## 인접한 지자체
- 요도가와구
- 기타구
- 미야코지마구
- 아사히구
- 모리구치시
- 셋쓰시
- 스이타시

## 역사
- 1925년 - 니시나리군의 정촌들이 편입되어 탄생하였다.
- 1943년 - 요도강 좌안 구역을 오요도구로 분리하였다. 니시요도가와구 중 도카이도 본선 동쪽 지역이 히가시요도가와구에 편입되었다.
- 1974년 - 도카이도 본선 서쪽을 요도가와구로 분리하였다.

## 교통

### 철도
- 한큐 전철
  - 교토 본선
    - (← 요도가와구 미나미카타역) - 소젠지역 - 아와지역 - 가미신조역 - 아이카와역 - (셋쓰시 쇼자쿠역 →)

  - 센리선
    - (← 기타구 덴진바시스지 6초메역) - 구니지마역 - 아와지역 - 시모신조역 - (스이타시 스이타역 →)

- 오사카 메트로
  - 이마자토스지선
    - 이타카노역 - 즈이코 4초메역 - 다이도토요사토역 - (아사히구 다이시바시이마이치역 →)

### 도로
- 국도 제479호선